# Степове (Бердянський район)
Степове́ (з 1825 по 1945 роки Бегим Чокрак) — село в Україні, у Чернігівській селищній громаді Бердянського району Запорізької області. Населення становить 53 особи (1 січня 2015). До 2016 орган місцевого самоврядування — Владівська сільська рада.
Село тимчасово окуповане російськими військами 24 лютого 2022 року.

## Географія
Село Степове знаходиться на берегах річки Бегим Чокрак, нижче за течією на відстані 2 км розташоване село Владівка. Річка в цьому місці пересихає, на ній зроблено кілька загат. Село розташоване за 12 км на південний захід від Чернігівки.

## Історія
Виникло з Чернігівського хутора в 1825 році. Названо за назвою річки Бегим Чокрак, на правому березі якої село розташоване.
У 1864 році в селі було 35 будинків, у яких проживало 196 жителів. У 1887 році в 61 дворі проживало 452 жителі. На кінець XIX ст. в селі проживало 553 жителя.
Жителі села були прихожанами Низянської церкви. На початку XX ст. в селі збудували земську початкову школу. 
7 (20) листопада 1917 року, відповідно до Третього Універсалу Української Центральної Ради, увійшло до складу Української Народної Республіки.
Улітку 1920 року на території села відбувся бій врангелівців та бійців корпусу Д.Жлоби червоних. 40 загиблих жлобінців поховано на місцевому цвинтарі, де встановлено пам'ятник. За всю історію війни в селі були також кайзерівські війська, денікінці, вояки батька Махна, до числа яких входила також частина бегимців.
Під час голоду 1921—1923 в селі померло 20 жителів. Під час колективізації було розкуркулено 20 найкращих господарств, члени яких змушені були виїхати до Донбасу. Отримавши землю від радянської влади селяни взялися господарювати на ній, частина з них у 1923 році утворила хутір Весела.
Шляхом надлишкових хлібозаготівель більшовики вчинили голодомор 1932—1933 років. У селі від голоду загинуло 43 жителі й у село було переселено 15 сімей росіян з Курської області. У 1933 року за зрив хлібозаготівель репресували голову голгоспу Сінчу Т. М. (загинув у таборах), а також рахівника, Макаренка З. К. та бригадира, Носівця Ф. (відсиділи у в'язниці по 3 роки) і кількох селян.
Завдяки важкій праці селян технічна база колгоспу зміцнюється, дещо покращується добробут селян, напередодні війни в селі функціонує початкова школа, дитсадок і клуб. У 1940 році Бегим Чокрак налічує 105 дворів, у яких проживає бл. 500 жителів, у місцевому колгоспі бл. 150 коней. У 1939 році до села приєднано хутір Весела.
З початком війни більшість чоловіків пішли на фронт, село перебувало в окупації два роки. було забрано до рабської праці в Німеччину 22 юнаків та дівчат, двоє з них загинуло там. Під час відступу нацисти спалили більшість будинків, забрали худобу та майно селян. На фронтах воювало 94 жителі села, загинули 57, нагороджені урядовими нагородами 60.
У 1945 році село перейменували в Степове. Під час голоду 1946—1947 років померло 19 осіб.
У 1950 році в результаті укрупнення були об'єднані колгоспи Владівської сільради. Об'єднаний колгосп отримав назву «Ленінський путь» з центром у Владівці. 1959 року цей колгосп об'єднали з колгоспом «ім. Горького» с. Стульневе. З 1993 року колгосп носить назву «Нива».
За післявоєнні роки село зміцніло, покращилась матеріально-технічна база колгоспу, збудовано господарські будівлі та будинки колгоспникам. Потім село потрапляє в розряд неперспективних, у 1977 році закривають школу, молодь від'їздить із села, а після закриття бригади від'їзд посилився. Зараз в селі немає виробничих об'єктів, жителі працюють на підприємствах с. Владівка.
12 червня 2020 року, відповідно до Розпорядження Кабінету Міністрів України від  № 713-р «Про визначення адміністративних центрів та затвердження територій територіальних громад Запорізької області», увійшло до складу Чернігівської селищної громади.
19 липня 2020 року після ліквідації Чернігівського району село увійшло до Бердянського району.

## Населення

### Мова
| українська мова | російська | білоруська |
| --------------- | --------- | ---------- |
| 93.46 %         | 5.61 %    | 0.93 %     |